# Nakonowo
Nakonowo – wieś w Polsce położona w województwie kujawsko-pomorskim, w powiecie włocławskim, w gminie Kowal, przy drodze 265.
Wieś królewska, położona w II połowie XVI wieku w powiecie brzeskokujawskim województwa brzeskokujawskiego. W roku 1848 posesorami wsi byli małżonkowie Roman i Katarzyna Sokołowscy.
W latach 1954–1968 wieś należała i była siedzibą władz gromady Nakonowo, po jej zniesieniu w gromadzie Czerniewice. W latach 1975–1998 miejscowość administracyjnie należała do województwa włocławskiego.
Według Narodowego Spisu Powszechnego (III 2011 r.) liczyła 181 mieszkańców. Jest jedenastą co do wielkości miejscowością gminy Kowal.

## Zabytki
Według rejestru zabytków NID na listę zabytków wpisany jest drewniany kościół filialny pw. św. Marka Ewangelisty z 1765, nr rej.: 94/A z 10.11.1982. Kościół potocznie zwany jest "Diabołek", "Diabełek" lub "Na Diabełku". Nazwa ta wywodzi się lokalizacji – dawniej była tu osada młyńska Diabełek.